# 灣景站 (渥太華輕鐵)
灣景站（英語：Bayview Station）是一座位於加拿大渥太華的輕軌車站，是渥太華輕鐵1號線的途徑車站和2號線的起點站。未来3號線將會與1號線共線經過此站。

## 位置
本站1號線站台設立於阿爾伯特街（英語：Albert St）以北，灣景巷（英語：Bayview Ave）西北側。2號線站台設立於延齡草自行車道（英語：Trillium Pathway）西側。

## 歷史

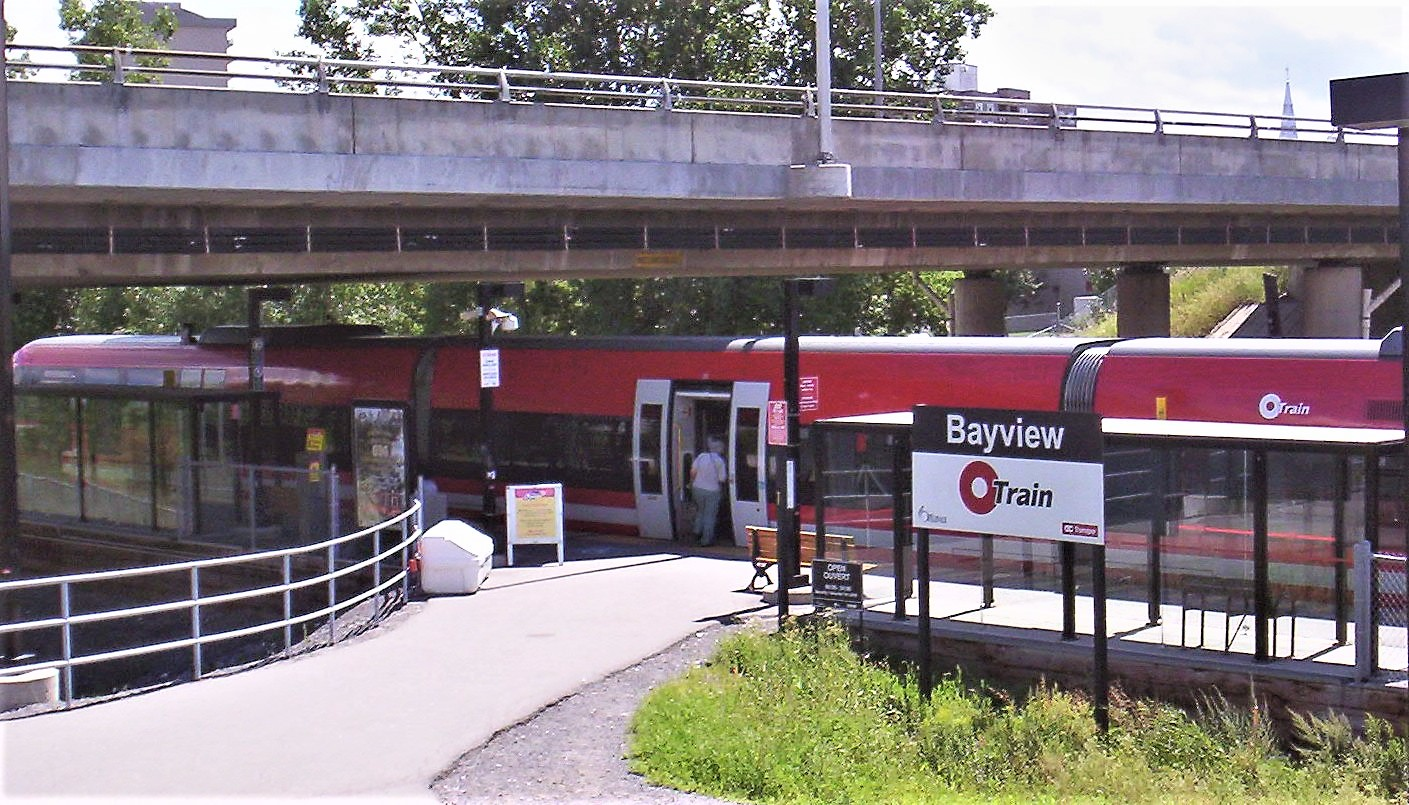
改造前的灣景站站臺

本車站所在位置起初為渥太華快速公交系統車站灣景站（英語：Bayview Station）。2001年10月15日，渥太華輕鐵開通運行，該站在原有火車軌道東側新增站台，並通過瀝青人行道與公交車站相連。
2011年7月，渥太華市議會宣佈通過輕鐵1號線建設方案，本站原有快速公交線路和公交車站被取消，而輕軌車站則被保留。
2016年1月17日，原有公交站台停用並開始改建。2019年9月14日，本站1號線站台隨1號線開通運營而啓用。
2017年9月16日，由於阿爾伯特街900號三位一體發展項目的建設需要，2號線原有站台停用，並在軌道西側靠1號線站廳一側重建站台。
2020年5月3日，由於2號線所有站台過短無法停靠計劃引進的阿爾斯通Stadler FLIRT3列車，本站2號線站台隨2號線暫停使用，原有站台則於2021年早些時候拆除。

## 車站結構
1號線車站為高架車站，側式站台設計，南端站台可直接通過南側站廳進入，而北端站台則需在進入南端站台後從1層站廳繞行。
2017年之前，2號線車站為地面車站，單側側式站台設計，並可直接通往延齡草自行車島。2017年至2019年期間，2號線原有站台停用，並在1層站廳附近重建單側側式站台。未來2號線將改成雙側側式站台設計，並通過高架換乘過道相連。

## 站内藝術
本站内包含兩件藝術作品：其中有一組由皮埃爾·普桑（英語：Pierre Poussin)設計的兩個位於車站地面出口的雕塑“瀑布”（英語：Cascades）；另外一件為由阿德里安·格勒納（英語：Adrian Göllner）設計的位於聯邦線兩軌之間的線性雕塑“飛行的烏鴉”（英語：As the Crow Flies）。

## 車站樓層
| 高架層 站廳/站台層 |                                 |                                |
| 側式站台，右側開門 |                                 |                                |
|                    | 1 1號線往特尼牧場（終點站）     |                                |
|                    | 1 1號線往布萊爾（皮米西）       |                                |
| 側式站台，右側開門 |                                 |                                |
| 街道/站廳          | 出入口、自動售票機、進出站閘機  |                                |
| 地面層 站廳/站台層 | 自行車道/站廳                   | 出入口、自動售票機、進出站閘機 |
| 地面層 站廳/站台層 | 側式站台，右側開門              |                                |
| 地面層 站廳/站台層 | 2 2號線往萊姆班克（意大利科索） |                                |
| 地面層 站廳/站台層 | 2 2號線下客站台                 |                                |
| 地面層 站廳/站台層 | 側式站台，右側開門              |                                |

## 出口
| 高架層出口 | 阿爾伯特街（英語：Albert St）     | 渥太華市中心 湯姆·布朗體育館 小田窪原住民友誼中心 渥太華河自行車道 | A等候站： 16 N 57 61 N 61 63 66 75 N 75 R 1 2 B等候站： 16 N 57 61 N 61 63 66 75 N 75 R 1 |  |
| 地面層出口 | 延齡草自行車道（英語：Trillium Pathway） | 渥太華市中心 湯姆·布朗體育館 小田窪原住民友誼中心 渥太華河自行車道 | 不適用                                                                                    |  |

## 外部鏈接
- 站臺網站（英文） （页面存档备份，存于）